# Kajakarstwo na Letnich Igrzyskach Olimpijskich 1964 – K-4 1000 m mężczyzn
Zawody w kajakarstwie klasycznym (K4) na dystansie 1000 m mężczyzn na Letnich Igrzyskach Olimpijskich 1964 zostały rozegrane w dniach 20 października (eliminacje i repasaże), 21 października (półfinały) i 22 października (finał). W zawodach wzięło udział 56 zawodników z 14 państw.

## Rezultaty
| Legenda | Legenda            | Legenda | Legenda  | Legenda | Legenda         | Legenda | Legenda                  | Legenda | Legenda         |
| ------- | ------------------ | ------- | -------- | ------- | --------------- | ------- | ------------------------ | ------- | --------------- |
| QS      | Awans do półfinału | R       | Repasaże | QF      | Awans do finału | DNS     | Zawodnik nie wystartował | DSQ     | Dyskwalifikacja |

### Eliminacje[1]
Wyścig 1
| Poz. | Zawodnicy                                                                 | Reprezentacja   | Czas    | Uwagi |
| ---- | ------------------------------------------------------------------------- | --------------- | ------- | ----- |
| 1    | Simion Cuciuc, Atanasie Sciotnic, Mihai Țurcaș, Aurel Vernescu            | Rumunia         | 3:15.17 | QS    |
| 2    | Nikołaj Czużykow, Anatolij Griszyn, Wiaczesław Ionow, Wołodymyr Morozow   | ZSRR            | 3:18.24 | QS    |
| 3    | Imre Kemecsey, András Szente, György Mészáros, Imre Szöllősi              | Węgry           | 3:18.60 | QS    |
| 4    | Paul Hoekstra, Guillaume Weijzen, Theodorius van Halteren, Jan Wittenberg | Holandia        | 3:21.15 | R     |
| 5    | Stanisław Jankowiak, Rafał Piszcz, Ryszard Marchlik, Robert Ruszkowski    | Polska          | 3:28.14 | R     |
| 6    | Peter Lawler, Glenn Palmer, Robert Lowery, Alistair Wilson                | Wielka Brytania | 3:28.59 | R     |
| 7    | Kurt Heubusch, Günther Pfaff, Kurt Lindlgruber, Ernst Severa              | Austria         | 3:30.54 | R     |
| 8    | Izumi Eto, Tomio Sumimoto, Tadamasa Sato, Yuji Umezawa                    | Japonia         | 3:33.25 | R     |

Wyścig 2
| Poz. | Zawodnicy                                                                    | Reprezentacja     | Czas    | Uwagi |
| ---- | ---------------------------------------------------------------------------- | ----------------- | ------- | ----- |
| 1    | Günter Perleberg, Friedhelm Wentzke, Bernhard Schulze, Holger Zander         | Niemcy            | 3:17.13 | QS    |
| 2    | Rolf Peterson, Gunnar Utterberg, Sven-Olov Sjödelius, Carl von Gerber        | Szwecja           | 3:18.79 | QS    |
| 3    | Dragan Desancić, Aleksandr Kerčov, Vladimir Ignjatijević, Staniša Radmanović | Jugosławia        | 3:20.30 | QS    |
| 4    | Phil Coles, Dennis McGuire, Dennis Green, Barry Stuart                       | Australia         | 3:21.20 | R     |
| 5    | Claudio Agnisetta, Angelo Pedroni, Cesare Beltrami, Cesare Zilioli           | Włochy            | 3:25.32 | R     |
| 6    | William Jewell, Walter Richards, Tony Ralphs, William Smoke                  | Stany Zjednoczone | 3:45.74 | R     |
| -    | Michael Brown, Arpad Simonyik, Gabor Joo, Paul Stahl                         | Kanada            | DNS     |       |

### Repasaże[2]
Wyścig 1
| Poz. | Zawodnicy                                                                 | Reprezentacja   | Czas    | Uwagi |
| ---- | ------------------------------------------------------------------------- | --------------- | ------- | ----- |
| 1    | Paul Hoekstra, Guillaume Weijzen, Theodorius van Halteren, Jan Wittenberg | Holandia        | 3:21.04 | QS    |
| 2    | Claudio Agnisetta, Angelo Pedroni, Cesare Beltrami, Cesare Zilioli        | Włochy          | 3:21.36 | QS    |
| 3    | Peter Lawler, Glenn Palmer, Robert Lowery, Alistair Wilson                | Wielka Brytania | 3:30.44 | QS    |
| 4    | Izumi Eto, Tomio Sumimoto, Tadamasa Sato, Yuji Umezawa                    | Japonia         | 3:34.68 |       |

Wyścig 2
| Poz. | Zawodnicy                                                              | Reprezentacja     | Czas    | Uwagi |
| ---- | ---------------------------------------------------------------------- | ----------------- | ------- | ----- |
| 1    | Phil Coles, Dennis McGuire, Dennis Green, Barry Stuart                 | Australia         | 3:22.75 | QS    |
| 2    | Stanisław Jankowiak, Rafał Piszcz, Ryszard Marchlik, Robert Ruszkowski | Polska            | 3:22.84 | QS    |
| 3    | Kurt Heubusch, Günther Pfaff, Kurt Lindlgruber, Ernst Severa           | Austria           | 3:26.98 | QS    |
| 4    | William Jewell, Walter Richards, Tony Ralphs, William Smoke            | Stany Zjednoczone | 3:46.48 |       |

### Półfinały[3]
Wyścig 1
| Poz. | Zawodnicy                                                                    | Reprezentacja   | Czas    | Uwagi |
| ---- | ---------------------------------------------------------------------------- | --------------- | ------- | ----- |
| 1    | Simion Cuciuc, Atanasie Sciotnic, Mihai Țurcaș, Aurel Vernescu               | Rumunia         | 3:24.22 | QF    |
| 2    | Dragan Desancić, Aleksandr Kerčov, Vladimir Ignjatijević, Staniša Radmanović | Jugosławia      | 3:27.84 | QF    |
| 3    | Phil Coles, Dennis McGuire, Dennis Green, Barry Stuart                       | Australia       | 3:29.97 | QF    |
| 4    | Peter Lawler, Glenn Palmer, Robert Lowery, Alistair Wilson                   | Wielka Brytania | 3:33.00 |       |

Wyścig 2
| Poz. | Zawodnicy                                                              | Reprezentacja | Czas    | Uwagi |
| ---- | ---------------------------------------------------------------------- | ------------- | ------- | ----- |
| 1    | Günter Perleberg, Friedhelm Wentzke, Bernhard Schulze, Holger Zander   | Niemcy        | 3:21.01 | QF    |
| 2    | Imre Kemecsey, András Szente, György Mészáros, Imre Szöllősii          | Węgry         | 3:24.05 | QF    |
| 3    | Claudio Agnisetta, Angelo Pedroni, Cesare Beltrami, Cesare Zilioli     | Włochy        | 3:24.84 | QF    |
| 4    | Stanisław Jankowiak, Rafał Piszcz, Ryszard Marchlik, Robert Ruszkowski | Polska        | 3:25.43 |       |

Wyścig 3
| Poz. | Zawodnicy                                                                 | Reprezentacja | Czas    | Uwagi |
| ---- | ------------------------------------------------------------------------- | ------------- | ------- | ----- |
| 1    | Nikołaj Czużykow, Anatolij Griszyn, Wiaczesław Ionow, Wołodymyr Morozow   | ZSRR          | 3:24.26 | QF    |
| 2    | Rolf Peterson, Gunnar Utterberg, Sven-Olov Sjödelius, Carl von Gerber     | Szwecja       | 3:25.23 | QF    |
| 3    | Paul Hoekstra, Guillaume Weijzen, Theodorius van Halteren, Jan Wittenberg | Holandia      | 3:25.53 | QF    |
| 4    | Kurt Heubusch, Günther Pfaff, Kurt Lindlgruber, Ernst Severa              | Austria       | 3:26.05 |       |

### Finał[4]
| Poz. | Zawodnik                                                                     | Reprezentacja | Czas    |
| ---- | ---------------------------------------------------------------------------- | ------------- | ------- |
|      | Nikołaj Czużykow, Anatolij Griszyn, Wiaczesław Ionow, Wołodymyr Morozow      | ZSRR          | 3:14.67 |
|      | Günter Perleberg, Friedhelm Wentzke, Bernhard Schulze, Holger Zander         | Niemcy        | 3:15.39 |
|      | Simion Cuciuc, Atanasie Sciotnic, Mihai Țurcaș, Aurel Vernescu               | Rumunia       | 3:15.51 |
| 4    | Imre Kemecsey, András Szente, György Mészáros, Imre Szöllősi                 | Węgry         | 3:16.24 |
| 5    | Rolf Peterson, Gunnar Utterberg, Sven-Olov Sjödelius, Carl von Gerber        | Szwecja       | 3:17.47 |
| 6    | Claudio Agnisetta, Angelo Pedroni, Cesare Beltrami, Cesare Zilioli           | Włochy        | 3:19.32 |
| 7    | Paul Hoekstra, Guillaume Weijzen, Theodorius van Halteren, Jan Wittenberg    | Holandia      | 3:19.36 |
| 8    | Dragan Desancić, Aleksandr Kerčov, Vladimir Ignjatijević, Staniša Radmanović | Jugosławia    | 3:19.79 |
| 9    | Phil Coles, Dennis McGuire, Dennis Green, Barry Stuart                       | Australia     | 3:21.69 |